# Lilian Nalis
Lilian Nalis (Nogent-sur-Marne, 29 settembre 1971) è un allenatore di calcio ed ex calciatore francese, di ruolo centrocampista.

## Carriera
Il giocatore cresce calcisticamente nell'Auxerre. Nel 1993 passa al Caen, con il quale fa il suo debutto nella Ligue 1, massima serie del campionato francese di calcio. Nelle sue due stagioni con la squadra della Bassa Normandia colleziona rispettivamente 17 presenze nella prima e 4 nella seconda.
Nell'estate 1995 viene acquistato dal Laval, in Ligue 2. Inizia a giocare con continuità e a segnare i suoi primi goal da giocatore professionista. Nella stagione 1995-1996 gioca 42 partite segnando 4 reti. In quella successiva si migliora: 8 reti in 39 incontri di campionato.
Le ottime prestazioni ottenute gli valgono il ritorno in Ligue 1. Infatti, viene ingaggiato dal Guingamp per la stagione 1997-1998, nella quale scende in campo 30 volte. Il campionato della squadra non è fortunato: per un solo punto retrocede in Ligue 2.
Nalis, comunque, passa al Le Havre e ha la possibilità di giocare ancora nella massima serie del campionato. Anche con la formazione bluceleste gioca una sola annata (27 presenze e 3 reti).
Nel 1999 passa al Bastia. Con i corsi disputa tre campionati di Ligue 1. Nel primo scende in campo 27 volte con 1 goal, nel secondo 28 volte con 1 goal. La stagione 2001-2002 è l'ultima disputata da Nalis nel suo Paese. Si congeda dal calcio francese con 26 presenze e 1 goal.
Il Chievo Verona lo acquista per la stagione 2002-2003. Tuttavia, Nalis, chiuso a centrocampo da altri giocatori, viene utilizzato assai raramente dal tecnico Luigi Delneri: calca il terreno di gioco soltanto in 8 occasioni.
Terminata la poco felice esperienza in Italia, va a giocare in Inghilterra, nelle file del Leicester City. Nel suo primo anno di Premier League gioca 20 partite e segna una rete. La squadra retrocede a fine stagione nel Football League Championship, seconda serie del campionato di calcio inglese. Nella stagione 2004-2005 Nalis è titolare. Disputa 39 partite e segna 5 goal.
Il campionato 2005-2006 lo vede protagonista in tre diverse formazioni, tutte del Football League Championship. Fino ad ottobre gioca nello Sheffield United (4 presenze), da ottobre a gennaio 2006 nel Coventry City (6 partite, 2 reti). Conclude la stagione '05-'06 con la maglia del Plymouth Argyle, scendendo in campo 20 volte (1 goal). Nel campionato successivo è stato titolare inamovibile, presenziando in 42 occasioni (4 goal).